# Войтек (медведь)
Во́йтек (1942 или 1941, Хамадан — 2 декабря 1963, Эдинбургский зоопарк, Эдинбург) — сирийский бурый медведь (Ursus arctos syriacus), найденный в Иране и взятый на довольствие солдатами польской Армии Андерса (так называемый Второй корпус). Согласно легенде, в битве при Монте-Кассино в Италии, он помогал польским артиллеристам разгружать ящики с боеприпасами и даже подносил снаряды во время боя, чем стал известен среди польских и британских военных.

## Имя
Имя «Войтек» является уменьшительной формой имени «Войцех» — старого славянского имени, до сих пор широко распространённого в современной Польше. Имя происходит от двух слов: «woj» (корень «wojownik», воин, и «wojna», война) и «ciech» (наслаждение). Имя имеет два значения: «тот, кто наслаждается войной» или «улыбающийся воин».

## История
Новорождённый Войтек был найден в 1942 году иранским мальчиком возле, скорее всего, Хамадана. Мальчик спрятал маленького медвежонка в свой рюкзак. На горной дороге между Хамаданом и Кангаваром мальчик встретил грузовик с польскими солдатами, прибывшими в Иран из СССР; они остановились и предложили ему поесть. Пока мальчик ел, медвежонок высунул голову из рюкзака, что было замечено удивлёнными польскими солдатами. Они предложили мальчику выкупить у него медвежонка в обмен на несколько банок консервов, шоколад, швейцарский карманный нож и немного денег. Мальчик согласился и отдал медвежонка.
Медвежонок был очень мал и даже не мог самостоятельно пережёвывать и нормально глотать пищу, вследствие чего солдаты кормили его коровьим сгущённым молоком, смешанным с водой, из импровизированной соски, сделанной из бутылки водки. Медвежонку дали польское имя — Войтек. Чтобы согреться, он спал на груди одного из солдат — Петра, с которым впоследствии у Войтека была наиболее крепкая дружба.
Через какое-то время медведь стал неофициальным талисманом 22-й роты артиллерийского снабжения и даже был официально зачислен в её состав. Вскоре Второй корпус был переброшен из Ирана в Палестину, затем — в Северную Африку, а позже — в Италию, и Войтек проделал с польскими солдатами весь этот путь.
За прошедшие месяцы Войтек значительно вырос, а также вкусил немало «человеческих» радостей — солдаты давали ему лакомиться фруктами, мармеладом, мёдом и сиропом, а за особенно хорошее поведение давали обожаемое Войтеком пиво (которое, по свидетельству польского солдата Августина Королевского, он научился пить практически как человек). По некоторым сведениям, медведя даже научили курить (хотя, скорее всего, он лишь разжёвывал зажжённые сигареты). Кроме того, солдаты, сами того не ведая, оказались уникальными дрессировщиками: под их руководством медведь научился отдавать честь старшим по званию и бороться с людьми (иногда с тремя-четырьмя одновременно), не причиняя им никакого вреда и точно зная, когда нужно остановиться (однако всегда выходя победителем из этих полушуточных схваток). Медведь в скором времени обрёл широкую известность среди военных и гражданских лиц из всех частей, расположенных вокруг, и стал своего рода неофициальным талисманом. Вместе с польскими солдатами Войтек из Ирана отбыл в Ирак, а затем в Сирию, Палестину и Египет. Солдаты воспринимали Войтека в первую очередь не как домашнее животное, а как боевого товарища. Несмотря на свой рост и всё увеличивавшуюся силу, Войтек был исключительно миролюбив и послушен.
Чтобы Войтек получил возможность попасть на британский военно-транспортный корабль, который отбывал из Египта с солдатами 8-й британской армии для участия в Итальянской кампании, его официально призвали в польскую армию и зачислили в состав 22-й роты снабжения артиллерии II корпуса. Опекунами медведя были назначены Хенрык Захаревич и Димитр Шавлуго. После высадки в Италии для медведя в полевых лагерях роты всегда сооружалась отдельная будка из деревянного ящика, перевозившегося на грузовике, однако Войтек не любил одиночество и почти всегда ночевал у кого-либо из солдат в палатке.
«Боевым крещением» для Войтека стало сражение при Монте-Кассино в Италии. Польские войска вступили в сражение в середине мая, чтобы заменить понёсшую тяжёлые потери британскую 78-ю дивизию. Находясь на склоне горы, они оказались отрезаны от основной группировки войск и отчаянно нуждались в поставках снарядов.
Войтек помогал солдатам разгружать ящики со снарядами с грузовиков, не уронив при разгрузке ни одного ящика. Якобы инициатива помощи исходила от него самого: польские солдаты рассказывали, что однажды он подошёл к грузовику, встал на задние лапы и вытянул вперёд передние. Офицер подал Войтеку ящик, тот взял его и понёс, после чего стал самостоятельно подходить к грузовику, брать всё новые ящики и относить их.
На протяжении многих дней, в условиях довольно суровой местности и горного ландшафта, не слишком удобного для перемещений, Войтек носил ящики со снарядами и продовольствием сражавшимся на горе солдатам, несмотря на непрекращающуюся стрельбу и грохот тяжёлых артиллерийских орудий вокруг; свидетелями этой необычайной работы были сотни людей, многие из которых не верили в правдоподобность происходившего до тех пор, пока не видели это своими глазами. В знак благодарности 22-я рота (впоследствии ставшая 22-й транспортной ротой) выбрала своей новой эмблемой силуэт медведя, несущего в лапах снаряд (первоначально такой рисунок был нарисован одним из солдат), и сохраняет этот символ до сих пор — он размещён на всех транспортных средствах роты.

Войтек, несущий снаряд, на эмблеме 22-й роты снабжения артиллерии Войска Польского.

## После войны
В 1945 году подразделения Армии Андерса, не имевшие возможности вернуться на родину, были направлены в Великобританию, где вскоре подверглись расформированию; с ними же отправился и Войтек. Первоначально он оказался в Беркшире, Шотландия, вместе с несколькими солдатами армии Андерса. Живя в селе Хаттон рядом с городом Дунс, Войтек вскоре стал популярен у местных жителей и прессы. Польско-шотландская ассоциация сделала Войтека одним из своих почётных членов.
После демобилизации 15 ноября 1947 года Войтеку дал приют Эдинбургский зоопарк в Шотландии. Там он провёл остаток жизни, неизменно пользуясь огромным вниманием со стороны местного населения. Иногда оставшиеся в Великобритании ветераны Армии Андерса навещали своего боевого товарища, спокойно перелезая через ограждение и угощая Войтека сигаретами или же кидая их ему через ограждение; в эти минуты обычно грустный медведь, страдавший от заболевания костей, по воспоминаниям очевидцев, вновь становился активным и весёлым, безошибочно узнавал друзей и курил сигареты.
В 1958 году в Польше на короткое время развернулась настоящая кампания за «возвращение» Войтека (хотя медведь так никогда и не побывал в Польше). Однако сотрудники Эдинбургского зоопарка заявили, что готовы передать Войтека польским властям только с согласия его бывших опекунов — солдат Армии Андерса, которые, будучи убеждёнными противниками социалистического режима в Польше, ответили категорическим отказом.
Войтек умер 2 декабря 1963 году, в возрасте 21 года. На момент смерти его рост составлял более 180 см, а вес — более 500 кг.

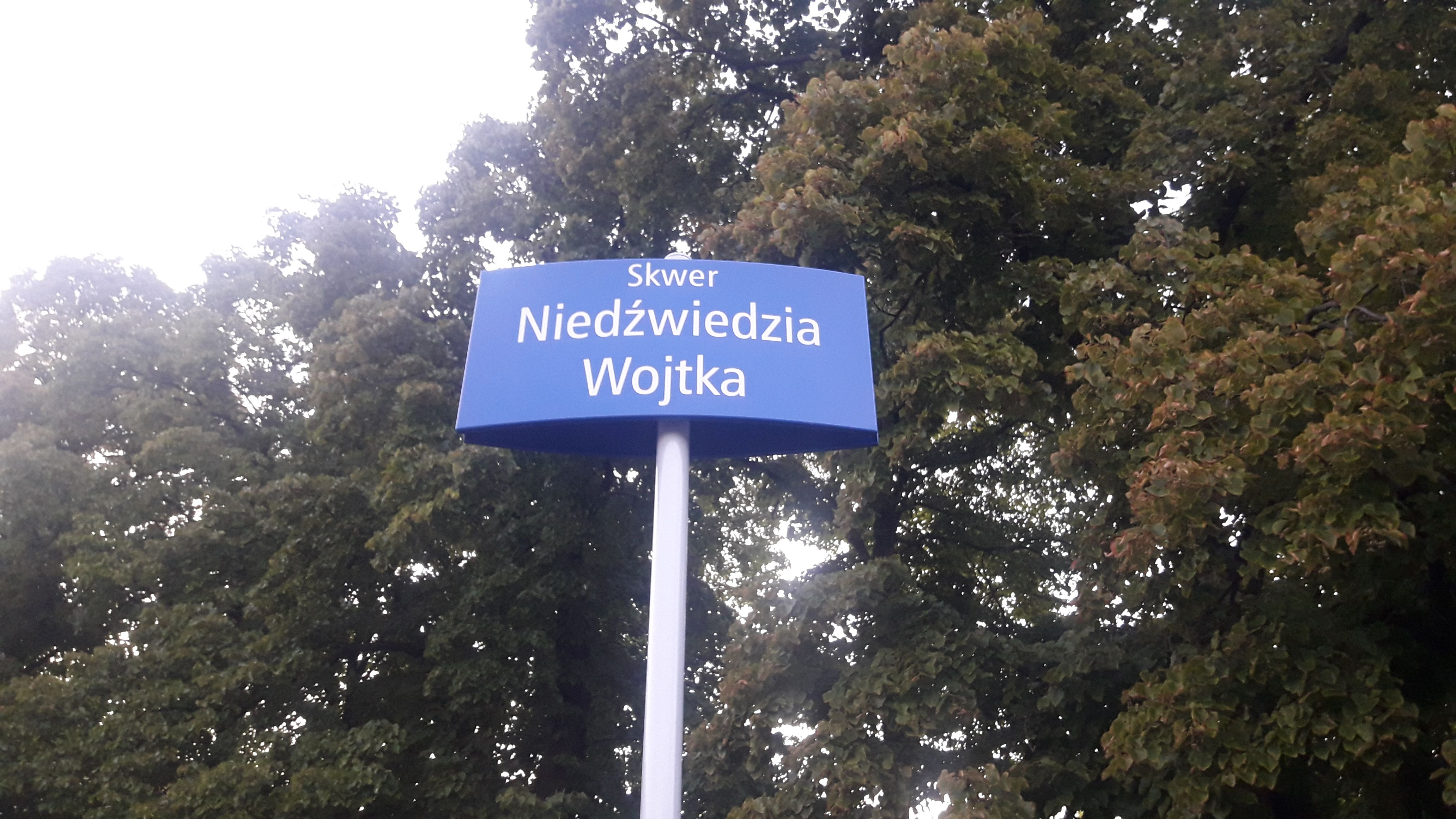
Сквер медведя Войтека в Варшаве

## Память

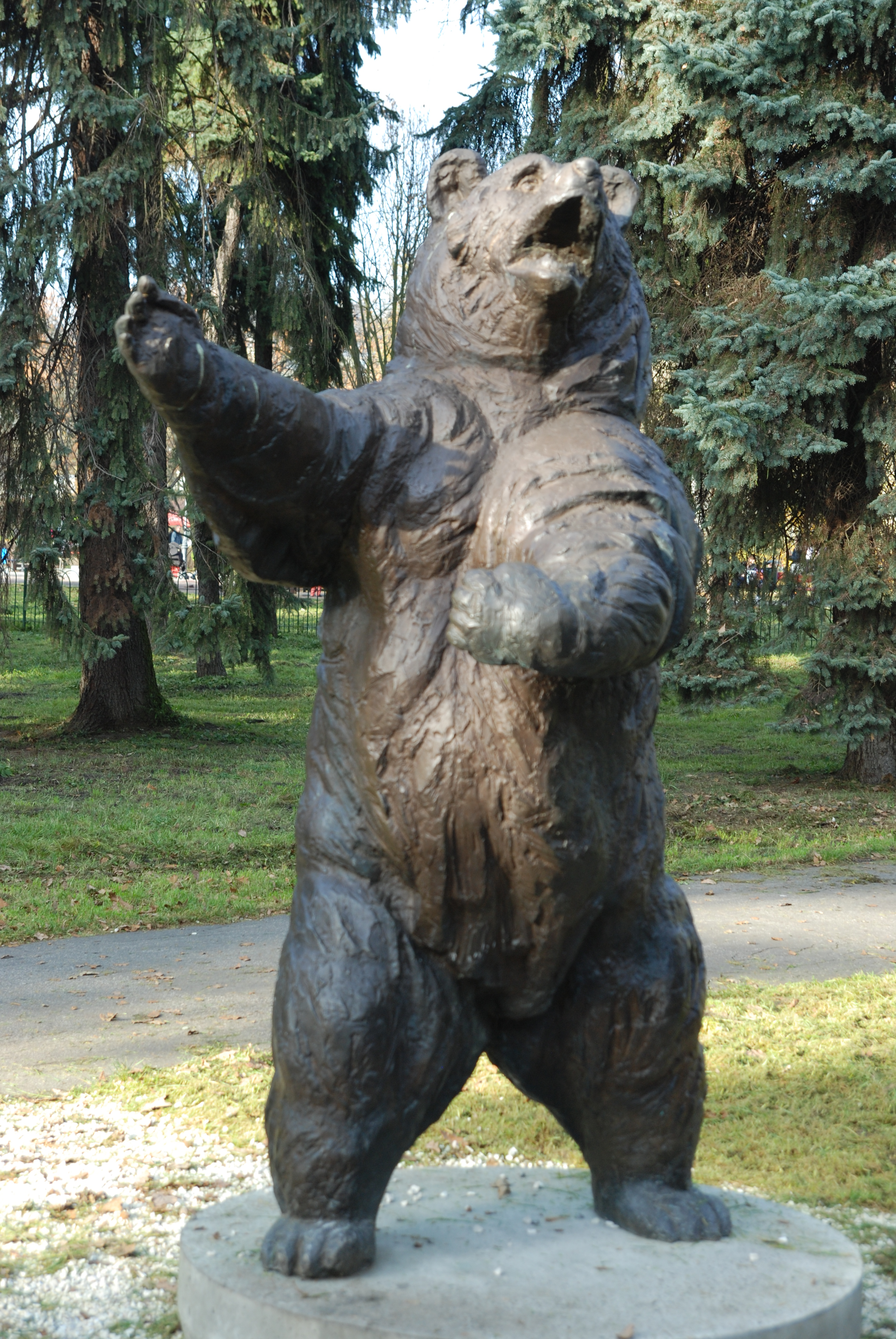
Парк имени Генрика Йордана в Кракове

Внимание средств массовой информации способствовало росту популярности Войтека. Он был частым «гостем» программы BBC «Blue Peter». В честь Войтека установлено несколько мемориальных досок — в Эдинбургском зоопарке, Имперском военном музее и Канадском военном музее в Оттаве. Скульптура медведя-солдата работы Дэвида Хардинга находится в Музее Сикорского в Лондоне, резная деревянная скульптура — в Вилсби-Вудс, Гринсби, бронзовая скульптура медведя с польским солдатом — в Эдинбурге, Princes Street Gardens.
В феврале 2008 года Гарри Паулин написал о Войтеке книгу, которая так и называлась: «Войтек — медведь-солдат».
30 декабря 2011 года на телеканале BBC2 в Шотландии был показан документальный фильм «Войтек — медведь, который пошёл на войну».
В 2024 году состоялась премьера получасового мультфильма «Медведь по имени Войтек» (англ. A Bear Named Wojtek) совместного производства Польши и Великобритании.
Когда принц Чарльз с сыновьями посещал Имперский военный музей, то остановил гида, начавшего рассказывать историю Войтека, сказав, что им она прекрасно известна.